# Farmers Island
Farmers Island är en ö i Kanada.   Den ligger i provinsen Newfoundland och Labrador, i den östra delen av landet, 1 600 km öster om huvudstaden Ottawa. Arean är 5,9 kvadratkilometer.
Terrängen på Farmers Island är platt. Öns högsta punkt är 63 meter över havet. Den sträcker sig 2,7 kilometer i nord-sydlig riktning, och 3,1 kilometer i öst-västlig riktning.
Trakten runt Farmers Island är nära nog obefolkad, med mindre än två invånare per kvadratkilometer.